# Notosacantha sulawesica
Notosacantha sulawesica es una especie de insecto coleóptero de la familia Chrysomelidae. Es endémico del sur de Célebes.